# 永平乡 (永寿县)
永平乡是中国陕西省咸阳市永寿县下辖的一个乡。

## 行政区划
永平乡下辖以下行政区：
永合村、裕丰村、前进村、李家塬村、坚固村、杨桥村、赵家岭村、方家湾村、杨家山村、东山村、天云村、关要村、上堡子村、下堡子村、水渠村、草滩村、苏兴村、慢坡村、沿路村、底角沟村、何家塬村、碾子沟村